# 에드윈 하워드 암스트롱

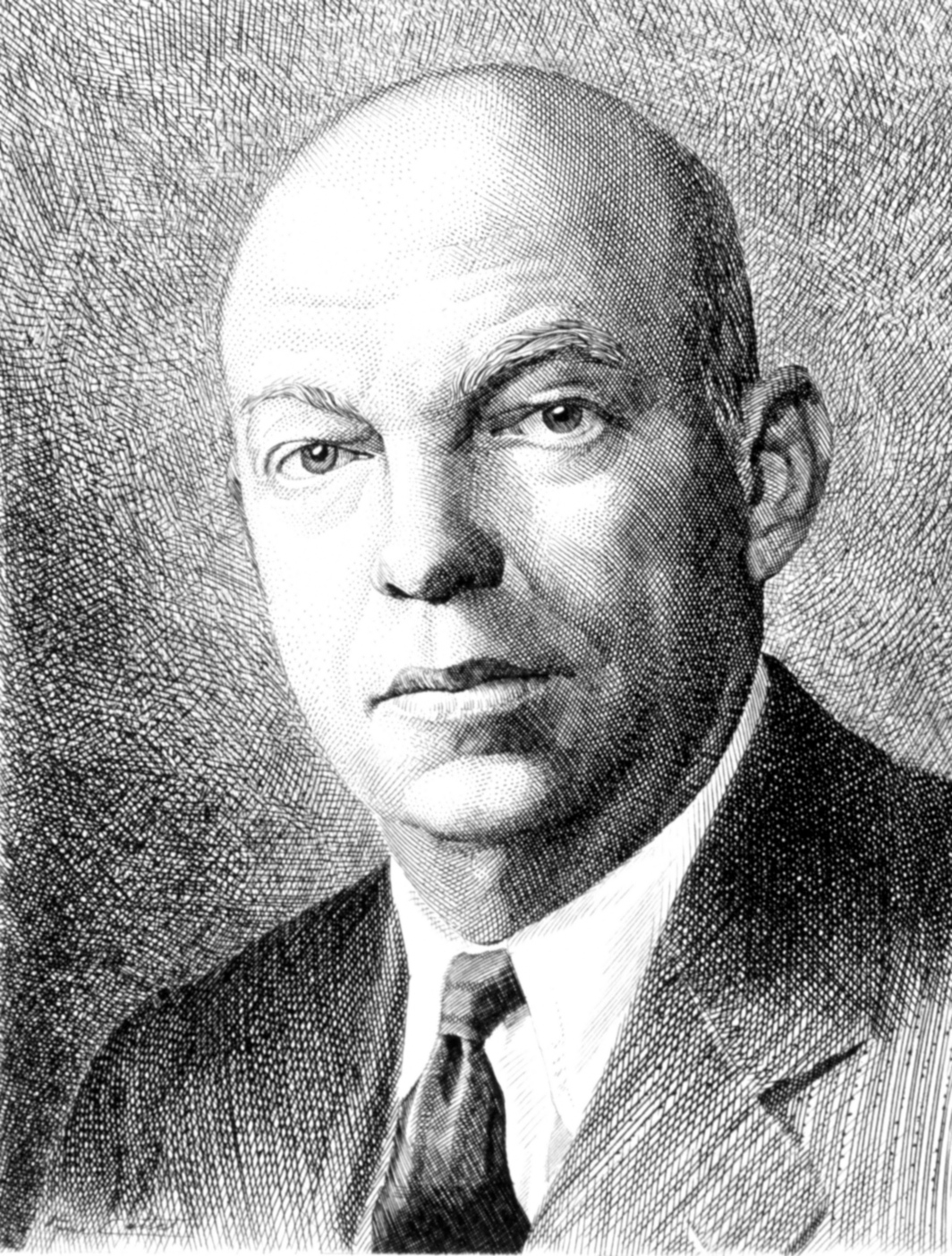
에드윈 하워드 암스트롱.

에드윈 하워드 암스트롱(Edwin Howard Armstrong, 1890년 12월 18일 ~ 1954년 1월 31일)은 미국의 전기공학자이자 발명가로, 주파수 변조 라디오를 개발한 것으로 잘 알려져 있는 인물이다. 42개의 특허 외에, 무선학회(현재의 IEEE)가 수여한 최초의 영예상, 프랑스의 레지옹 도뇌르 훈장, 1941년 프랭클린 메달, 1942년 에디슨 메달을 포함하여 수많은 상을 받았다.

## 생애
뉴욕 시의 첼시에서 존과 에밀리 (스미스) 암스트롱의 세 자식 중 막내로 태어났다.
1909년 암스트롱은 뉴욕 시의 컬럼비아 대학교에 입학하여, 1913년 전기공학 학위를 받으며 졸업하였다.
암스트롱은 13층 아파트 건물에서 살고 있었는데, 1954년 1월 31일에서 2월 1일로 이어지는 야간에 그가 거주하였던 12층 방의 창문에서 에어컨을 제거한 뒤 몸을 던져 자살하였다.

## 특허
암스트롱은 총 42개의 특허를 받았으며, 그 중 선별하여 아래에 나열한다:
- 미국 특허 1,113,149  : "Wireless Receiving System"
- 미국 특허 1,334,165  : "Electric Wave Transmission" (Note: Co-patentee with Mihajlo Pupin)
- 미국 특허 1,336,378: "Antenna with Distributed Positive Resistance"
- 미국 특허 1,342,885  : "Method of Receiving High Frequency Oscillation"
- 미국 특허 1,415,845  : "Selectively Opposing Impedance to Received Electrical Oscillations" (Note: Co-patentee with M. I. Pupin)
- 미국 특허 1,424,065: "Signaling System"
- 미국 특허 1,611,848  : "Wireless Receiving System for Continuous Wave"
- 미국 특허 1,941,066  : "Radio Signaling System" (Note: This is one of the patents issued for wideband FM in 1933.)
- 미국 특허 1,941,068  : "Radiosignaling" (Note: This is one of the patents issued for wideband FM in 1933.)
- 미국 특허 1,941,069  : "Radiosignaling" (Note: This is one of the patents issued for wideband FM in 1933.)